# Handlungskonzept Stahl
Das Handlungskonzept Stahl wurde im Juli 2020 von der Bundesregierung beschlossen und von Bundeswirtschaftsminister Peter Altmaier vorgestellt.

## Das Handlungskonzept Stahl, Ziele
Mit den Beschlüssen der BRD zum Handlungskonzept Stahl verabschiedete die Bundesregierung ein politisches Konzept für grünen Stahl mit den Zielen:

„Chancengleichheit auf dem globalen Stahlmarkt zu schaffen;
 den Carbon Leakage-Schutz für die Stahl- und andere energieintensive Industrien zu stärken;
 eine Umstellung auf eine klimafreundliche Stahlproduktion zu ermöglichen und die Chance zu nutzen,
 Vorreiterinnovativer Klimaschutztechnologien zu werden.“

## Hintergrund
Die langfristigen Ziele der BRD zum Klimaschutz und Dekarbonisierung berücksichtigten die zentralen Herausforderungen unserer Zeit. Denn besonders der Ausstoß von CO2 bei der Stahl- und Zementindustrie spielt in Deutschland eine entscheidende Rolle.
Die Stahlindustrie verursacht etwa ein Drittel der Treibhausgasemissionen der deutschen Industrie und die Umbaukosten zur Dekarbonisierung werden auf 30 Milliarden € geschätzt.
Es sind technische Lösungen in diesen Industriezweigen wichtig, um das ehrgeizige Ziel der Bundesregierung, die klimaschädlichen CO2-Emissionen bis 2050 um bis zu 95 Prozent zu senken. Mit der Möglichkeit, statt Koks Wasserstoff als Reduktionsmittel einzusetzen, würde beim Verarbeitungsprozess statt Kohlenstoffdioxid nur Wasserdampf entstehen. Allerdings müsste der dazu notwendige „grüne“ Wasserstoff erst einmal gewonnen werden. Im Jahre 2018 wurde dazu mit dem Bau einer Pilotanlage begonnen.
Das weitgehend vom Bundesministerium für Wirtschaft und Energie erarbeitete „Handlungskonzept Stahl – Für eine starke Stahlindustrie in Deutschland und Europa“ soll helfen, eine international wettbewerbsfähige klimafreundliche Stahlindustrie zu erhalten. Zur Vermeidung weiterer Stahl-Importkrisen und Bewältigung der Folgen der COVID-19-Pandemie sind Lösungen gefragt, um die Transformation in eine CO2-arme Stahlproduktion auf den Weg zu bringen und um Arbeitsplätze zu sichern. Etwa 85.000 Arbeitsplätze der Stahlindustrie und viele weitere in der Zulieferindustrie würden bei der Abwanderung dieser Schlüsselindustrie in Billiglohnländer verlorengehen.
| #  | Land                | Exportvolumen (in Mio. t) |
| -- | ------------------- | ------------------------- |
| 1  | Volksrepublik China | 68,8                      |
| 2  | Japan               | 35,8                      |
| 3  | Russland            | 33,3                      |
| 4  | Südkorea            | 30,0                      |
| 5  | Deutschland         | 26,0                      |
| 6  | Italien             | 20,6                      |
| 7  | Türkei              | 19,2                      |
| 8  | Belgien             | 18,0                      |
| 9  | Ukraine             | 15,1                      |
| 10 | Frankreich          | 14,4                      |

## Maßnahmen
Die sowohl im Handlungskonzept Stahl wie auch in der Nationalen Wasserstoffstrategie und Nationalen Industriestrategie 2030 vorgesehene Kennzeichnung für klimafreundliche Grundstoffe für die Stahlbranche setzt die Wirtschaftsvereinigung Stahl, begleitet vom Bundeswirtschaftsministerium, im Jahr 2024 mit der Einführung des Low Emission Steel Standard (LESS) als freiwilliger Möglichkeit zur Kennzeichnung der Emissionsintensität von warmgewalztem Stahl um. Die Organisation Germanwatch sieht LESS als ersten Schritt zur Transformation der Stahlindustrie, kritisiert aber eine mögliche Besserstellung von Primärstahl aus Roheisen gegenüber Stahl aus Schrott in dem Bewertungssystem und fordert weitere Maßnahmen zur Schaffung „grüner Leitmärkte“, z. B. Quoten bei Auftragsvergaben der Öffentlichen Hand.